# El maestro borracho
El maestro borracho (醉拳; Zui quan) es una comedia de 1978 de artes marciales dirigida por Yuen Woo-ping y protagonizada por Jackie Chan, Yuen Siu-tien, y Hwang Jang-lee. La película fue un éxito en la taquilla de China, obteniendo dos veces y media la cantidad de público de la película anterior de Yuen y Chan, La serpiente a la sombra del águila, que también era considerada una película de éxito.
Es un ejemplo temprano del estilo de comedia kung-fu por el cual Jackie Chan se hizo famoso posteriormente en su carrera. La película popularizó el estilo de lucha de Zui Quan (en chino tradicional, 醉拳; en chino simplificado, 醉拳; pinyin, Zuì Quán, "puño borracho") combinado con un estilo único de lucha basado en un animal. La película fue listada en el número 3 de las 50 mejores películas de kung-fu de toda la historia por GamesRadar. También tuvo una segunda parte oficial, El maestro borracho II (1994), así como varias películas derivadas.

## Contexto
El protagonista de la película, Wong Fei-hung (黃飛鴻), fue un maestro chino de artes marciales, un practicante de medicina china tradicional y un revolucionario que vivió hacia el final de la dinastía Qing. Se convirtió en un héroe popular de China y el tema de varias películas y programas de televisión de Hong Kong. El Limosnero So, que aparece en un papel de reparto en la película, es otro personaje del folclor chino y uno de los Diez Tigres de Guangdong, El personaje del Limosnero So aparece a menudo como socio o tío de Wong Fei-hun.

## Trama
La trama se centra en un joven y travieso Wong Fei-hung (renombrado en algunos doblajes como "Freddie Wong"). Wong se mete en una serie de problemas. En primer lugar, le enseña un abusivo maestro asistente de artes marciales una lección después que este humillara a un pobre campesino y lo estafara. Después, molesta a una mujer para impresionar a sus amigos y sólidamente es azotado por su tutora mayor como resultado; su vergüenza se agrava cuando estas dos se revelan más tarde como su tía y su prima de visita, a quienes no había conocido antes. Por último, él vence a un gamberro que es el hijo de un hombre influyente en la ciudad. Su padre decide castigarlo por su comportamiento endureciendo su entrenamiento en las artes marciales.
El padre de Wong contrata a "So Hi" para entrenar a su hijo en las artes marciales. So Hi tiene una mala reputación por escarmentar a sus discípulos durante la formación con tal fuerza y brutalidad que todos acaban lisiados, por lo que Wong huye de su casa en un intento de escapar de su castigo. Sin dinero, se detiene en un restaurante e intenta comer gratis y pasarle la cuenta a su compañero de mesa. Cuando estaba a punto de irse después de su comida, descubre que el hombre es realmente el propietario del restaurante. Combate con los lacayos del propietario en un intento de escapar pero es atrapado. Un viejo borracho cerca se une en la lucha y le ayuda a escapar. El borracho resulta ser So Hi, el maestro borracho (renombrado en algunos doblajes como "Sam Seed" o "Su Hua-chi").
So Hi obliga a Wong a entrenar con su programa de capacitación brutal y riguroso por lo que el muchacho huye de nuevo para evitar el doloroso entrenamiento y se encuentra con el famoso asesino Yan Ti-san por accidente. (conocido en algunas versiones como "Thunderfoot" o "Thunderleg"). Yan es conocido por su "Patada del diablo", un rápido y mortal estilo de pelea que "nunca ha sido derrotado". Wong lo provoca y lo desafía a una lucha, pero es sólidamente derrotado y humillado. Él regresa con So Hi y decide comprometerse en el programa de capacitación del maestro borracho mostrando buenos avances aunque marcados por su actitud holgazana e irresponsable.
Un día, So Hi se queda sin alcohol y, ya que su estilo de pelea le exige estar siempre ebrio, envía a Wong al pueblo a comprar licor; sin embargo el muchacho gasta casi todo el dinero en sí mismo y el poco licor que compra lo diluye en agua intentando que no se note que ha engañado a su maestro. Al volver con su maestro descubre que un peleador apodado "Rey Bambú", por su habilidad con el Bō, lo está atacando y el anciano no es capaz de defenderse ya que es víctima del síndrome de abstinencia y aun bebiendo el licor que le lleva su alumno no puede pelear al estar demasiado diluido para embriagarlo, por lo que ambos deben huir. Wong se siente culpable ya que por su culpa su maestro sufrió una derrota a manos de un peleador que era obviamente inferior, aun así el anciano se muestra comprensivo y no recrimina a su aprendiz lo sucedido; ante esto, y como disculpa por su actitud, a partir de ese momento se entrega en cuerpo y alma a las enseñanzas de So Hi.
El entrenamiento pasa rápido y gracias a sus notables avances So Hi decide que Wong puede aprender su estilo de artes marciales secreto, una forma de Boxeo borracho llamado los "Ocho inmortales del vino", nombrado de las ocho figuras mitológicas que emula el estilo de lucha. Wong logra dominar siete de los ocho estilos con la excepción del He Xiangu, ya que siente que su estilo de lucha es demasiado femenino porque imita a una diosa que baila como una cortesana ebria. Tiempo después Wong se encuentra nuevamente con Rey Bambú, pero el joven ha avanzado tanto en su entrenamiento que lo acaba fácilmente, tras esto So Hi decide que Wong ya es un experto, por lo que lo envía a casa.
Mientras tanto, Yan Ti-san es contratado por un rival de negocios para matar al padre de Wong. El Padre de Wong pelea con Yan pero es derrotado y herido por él. Wong y So Hi llegan a la escena a tiempo y el muchacho continúa la lucha en lugar de su padre. So Hi promete no interferir en la lucha para alivio de Yan, quien cree que a pesar de ser más débil que el anciano podrá fácilmente derrotar otra vez al joven. Wong emplea la nueva habilidad que aprendió y supera el estilo de patada de Yan. Yan, a continuación, recurre a su técnica secreta, la Mano sin sombra del diablo, que Wong es incapaz de derrotar. So Hi recomienda a Wong usar el estilo He Xiangu para superar a su oponente pero éste confiesa que no se molesto en aprender el último estilo por lo que So Hi le dice que debe combinar los estilos de los siete y crear su propia versión del último estilo. Sigue las instrucciones y descubre su propio estilo único de boxeo borracho, que eventualmente usa para derrotar a Yan y convertirse en el nuevo maestro borracho.

## Reparto
- Jackie Chan - Wong Fei Hung

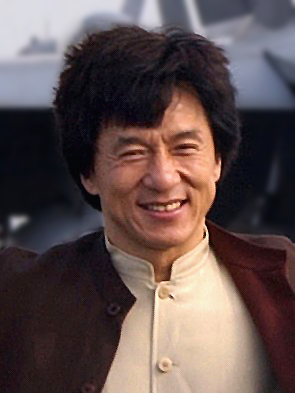
Wong Fei-hung, el protagonista, es interpretado por Jackie Chan.

- Yuen Siu Tien (o Simon Yuen) - Limosnero Su Hua Chi/Sam Seed/So Hai
- Hwang Jang-lee - Thunderleg
- Lam Kau como Wong Kei-ying
- Fung Ging-man - Mr Li
- Hsu Hsia - Rey de bambú
- Linda Lin - Tía Freddie Wong's
- Dean Shek - Profesor Kai-hsien
- Yuen Shun-yee - Chen Ko-wai
- Tino Wong - Abusivo
- Huang Ha - Fei-hung's oponente
- Po Tai - Waiter
- Casanova Wong
- Shih Kien

## Secuelas y precuelas
- El maestro borracho  fue un semi-secuela a la película de 1978  La serpiente a la sombra del águila, que incluyó el mismo elenco y director.
- El maestro borracho II (1994) protagonizada por Jackie Chan y considerada su secuela. El lanzamiento de Estados Unidos de la película en el año 2000 fue titulado  The Legend Of Drunken Master.
- En 1979 Yuen Siu-tien retomó el papel del mendigo SO en la película  El baile de la pantera borracha, también conocido por  Drunken Master Part 2 (no debe ser confundida con Drunken Master II señalada anteriormente) en algunas versiones. La película, que fue nuevamente dirigida por su hijo, Yuen Woo-ping, no cuentan con Jackie Chan, centrándose en el personaje de mendigo borracho, en lugar de hacerlo en Wong Fei-hung. Por lo tanto, se considera generalmente que es un spin-off en lugar de una auténtica secuela.
- Yuen desempeñó este papel mismo de nuevo en las películas  La historia del maestro borracho  y  El mundo del maestro borracho.
- En 2010 Yuen Woo-ping volvió a dirigir con True Legend que podría llamarse precuela de El maestro borracho, en la que se explica por qué Su se convierte en mendigo (interpretado por Vincent Zhao).

## Imitadores
Al igual que con muchas películas de acción de Hong Kong, varias películas fueron lanzadas en la estela del Maestro borracho (y su secuela) que podría considerarse al comercio sobre la fama de las películas originales. Estos tenían menos en común con las películas originales que las secuelas protagonizada por Yuen Siu Tien. Entre ellos se incluyen:
- The Drunken Fighter (1978)
- Drunken Swordsman (aka Drunken Dragon Strikes Back) (1979)
- The Shaolin Drunken Monk (starring Gordon Liu) (1982)
- Drunken Tai Chi (directed by Yuen Woo-ping and starring Donnie Yen) (1984)
- Revenge of the Drunken Master (1984)
- Drunken Master III (aka Drunken Master Killer) - starring Andy Lau (1994)
- The Little Drunken Masters (1995)

Cabe señalar que no todas las películas que cuentan con el estilo de "Borracho Fist" de Zui Quan (o variaciones sobre el mismo) pueden considerarse como imitadores de las películas del Maestro borracho. Películas como Drunken Monkey (2002) pueden cuentan con un estilo borracho de kung fu y en el caso de The Forbidden Kingdom (2008), la misma estrella principal, pero tienen una trama fundamentalmente diferente y título suficientemente diferente separarlos de Druken Master.

## Influencia en la cultura popular
- En el anime  Dragon Ball, cuando se celebró el segundo torneo de artes marciales, el maestro Roshi se disfrazó de "Jackie Chun" y él utiliza una técnica de puño borracho contra Goku. Akira Toriyama dijo que  el maestro borracho fue una de sus principales inspiraciones para esta escena de Dragon Ball.
- En el anime Naruto, cuando Rock Lee bebe alguna bebida alcohólica entra en un estilo de lucha llamado Puño borracho (酔拳 Suiken?). Mientras está en este modo, ataca más rápido y más agresivamente moviéndose similarmente al estilo Zui Quan. Cuando recupera la sobriedad no recuerda nada en absoluto de lo que ha hecho en este estado.[5][6]
- The Drunk Master  fue el título de un juego de lucha de PC motor lanzado en 1987.
- En el juego (MOBA) para PC Heroes of Newerth, uno de los caracteres jugables se llama "Drunken Master".
- Personajes de videojuegos de lucha basados o inspirados en el maestro borracho o que utilicen el Zui Quan:
  - Bo' Rai Cho - Mortal Kombat
  - Chin Gentsai - The King of Fighters
  - Lei Wulong - Tekken
  - Cheng Fu - Double Dragon
  - Brad Wong - Dead or Alive
  - Shun Di - Virtua Fighter
  - Jamie Sui - Street Fighter
  - ODB - Wu Tang Shaolin Style
- En el juego de video de PlayStation  Gex 2: escriba el Gecko en el nivel "Mao Tse Tongue" un cartel en una pared dice "Borracho Gecko I & II".
- El juego de PlayStation  Jackie Chan Stuntmaster incluye un nivel de bonificación en el que viste su traje tradicional de maestro borracho y bebe vino mientras combates. Incluso da la Punch borracho como su cargo puñetazo a lo largo del juego.
- En el popular equipo de  Guild Wars de juego en línea, hay una postura-habilidad llamada "Maestro borracho", lo que aumenta temporalmente la velocidad de movimiento y el ataque. Este efecto se duplica si el carácter bebe alcohol.
- En el Xbox y el equipo juego  Jade Empire, el seguidor "Hou dominado" es un maestro de pasado de boxeo borracho. El jugador puede utilizar este estilo cuando este seguidor está activo, recogiendo las jarras de vino que aparecen.
- En el juego en línea  Rumble Fighter, hay una desplazamiento llamada maestro borracho, además de una desplazamiento de Zui Quan, cambiando puñetazos del usuario y patadas a imitar una forma diferente de boxeo borracho, así como el ariete de hilado (Crazy botella de vino de apertura de sacacorchos) y cambiar los tiros del usuario (stirring la botella).
- El  Dungeons & Dragons 3rd Edition Reglamento opcional  espada y puño presentaba una clase de prestigio que se llama el maestro borracho. Personajes de esta clase obtenían una ventaja táctica al zigzaguear y serpentear mientras estaban ebrios, dificultando la posibilidad de recibir golpes en una pelea.
- Un remix de la canción de Nine Inch Nails Wish de Wish (canción) muestras una porción de banda sonora de la película para la pista.
- El grupo de rap de Corea Tiger borracho utiliza líneas de la película (específicamente las líneas que se dice por Yan Ti-san después de su primera pelea con Wong Fei-hung) en la pista de rap "Street Fighter".
- Sergio Rodríguez, componente el grupo "Violadores del Verso" adoptó su alias de "Yuen Shiao Tien" y "Sho-Hai", haciendo un guiño a esta película.
- En el juego en línea Dofus 2, hay una clase de personajes que son pandas, el estilo propio de pelea es precisamente el del maestro borracho.